# Sodobna umetnost
Sodobna umetnost je umetnost, ki nastaja sedaj. Ustavrjajo jo sodobniki, ki iščejo nove izrazne poti, na novo opredeljujejo vlogo umetnosti, vpeljujejo nove načine organiziranja umetniškega okolja in podpornega sistema. Podoben pomen imata izraza aktualna umetnost in nova umetnost. Aktualno umetniško delo ima današnji značaj, odraža današnjo družbo. Sodobni umetniki pozorno opazujejo čas, v katerem živijo in se odmikajo od spoznanj in filozofije predhodnega obdobja ali jih v celoti zavračajo. Prihajajo z umetniških akademij ali drugih področij. Umetniki, ki so bili v svoji karieri nosilci sodobnosti, v pozni starosti običajno ne ustvarjajo več sodobne umetnosti. Pojem sodobna umetnost ne označuje nekega določenega stila in/ali tehnike vezane na določeno časovno obdobje, pač pa trenutno porajajočo se umetnost ne glede na stil, tehniko in medij izražanja.
Oris dogajanja na Slovenskem je podan v članku Sodobna umetnost v Sloveniji. Naše prislovično zamujanje se je zaradi globalizacije in hitrega razvoja tehnologije zmanjšalo na minimum.

## Moderno—sodobno
Definicija, kaj je sodobna umetnost se seveda z minevanjem časa neprestano spreminja. Kar je sodobno danes, jutri ne bo več. Na splošno velja, da je bila Moderna umetnost (moderno pomeni sodobno) s postmodernizmom sodobna še v 80. letih dvajsetega stoletja, ko se je začel uveljavljati izraz sodobna umetnost (angl. contemporary art), da bi dokončno označil prelom z načeli modernizma. Umetniki so se odvrnili od golega raziskovanja izraznih medijev in eksperimentiranja, zavrnili so izvzetost umetnost iz družbe in njeno posvečeno pozicijo. Obrnili so se k družbi, ki se je razvijala pred njihovimi očmi. Za umetniško izražanje so začeli uporabljati zelo različne medije, ki jih je prinesel razvoj tehnologije: kopirni stroj, računalnik, video, internet. Umetnik ne goji več svojega stila v enem mediju, pač pa svobodno izbira in menjava izrazna orodja glede na temo, ki jo želi predstaviti. Zopet želi pripovedovati. Iz zgodovine jemlje, kar mu osebno streza in mu omogoča boljše podajanje izbrane teme. Na primer: iz konceptualizma moderne dobe se je razvil neokonceptualizem. Obrne se k publiki in jo aktivno vključi v nastajanje enkratnega umetniškega dela (relacijska umetnost) ali postane socilno angažiran umetnik, aktivist.

## Kustosi, kuratorji
Sodobni umetnik se na nov način vključuje v kulturno-ekonomski sistem. V času začetkov moderne umetnosti so predvsem zasebni galeristi in zbiratelji omogočali mladim umetnikom, nosilcem sprememb, ustvarjanje in uveljavitev. V drugi polovici 20. stol. so začele posamezne države podpirati in uveljavljati svoje umetnike. Razmahnile so se velike razstave in nagrade. Uveljavil se je kulturni imperializem. Ustanovljeni so bili veliki moderni muzeji in galerije, ki so odkupovali dela izbranih umetnikov (praviloma velikih dimenzij) in jih tako uveljavljali po celem svetu.  Muzeji moderne umetnosti so postali prenapolnjeni, umetnost in potrebe umetnikov so se spremenile. Pojavili so se novi teoretiki kuratorji, ki so organizirali velike razstave na določeno temo v skladu s svojim videnjem sveta in nanje vabili umetnike iz mednarodnega prostora ter pri tem uveljavljalji svoje umetnike. Vzporedno z večanjem vpliva umetniških inštitucij v sodelovanju z velekapitalom so umetniki zavzeli kritično držo do umetniškega sistema in ištitucij na sploh.

## Prostori sodobne umetnosti
Ob izteku 20. stol. je po vsem svetu izbruhnila gradnja muzejev sodobne umetnosti, ali z atraktivno prenovitvijo opuščenih tovarniških hal ali nadvse drzne in inovative arhitekturne zasnove. Ti muzeji izbranim umetnikom velikokrat omogočajo njihovo umetniško produkcijo, jih povezujejo s (potujočimi) teoretiki, kustosi in kuratorji, jih pošiljajo na mednarode festivale in jih povezujejo z domačo publiko. Na drugi strani so se začeli lokalni umetniki povezovati med seboj in delovati v skupnih neprofitnih prostorih za produkcijo umetnosti (artist-run spaces). Te skupnosti so začele graditi svojo neodvisno mrežo povezav s podobnimi skupnostimi v mednarodnem prostoru, kar je z razmahom interneta postalo zelo enostavno in plodno.

## Zaključek
Nova tehnologija je tudi pospešila umetniške težnje po nematerialnosti - odpovedi materialni produkciji (kritika potrošniške hiperprodukcije). Kot nasprotje temu se je v tretjem tisočletju za umetnost, ki ponovno bazira na ročnih spretnostih, pojavilo novo ime post-sodobna umetnost (angl. post-contemporary) na kratko Po-co.
Veliko umetnikov, ki želi ohranjati estetske norme in ročno obdelavo materialov, se preusmerja v kreativne industrije, k čemur jih vspodbujajo družbene razmere. Saj oblasti rade namenjajo opuščene industrijske obrate (mestne predele) predelavi v lokalno obarvana nakupovalna središča, ki obiskovalcem (turistom) ponujajo unikatno in umetelno izdelane predmete. Tako lahko opažamo, da se Evropa spreminja v kulturni zabaviščni park za turiste , kjer kulturne ustanove skupaj s kmečkim turizmom prikazujejo nekdanje življenje Evropejcev in skrbijo za vsestransko udobno bivanje turistov na stari celini. Kot običajno ta model Evropejci izvažajo po celem svetu in s tem blažijo naraščajočo brezposelnost post industrijske dobe. Iz tega vidimo, da umetnost enako kot v preteklosti podpira aktualne družbene razmere, jih pomaga vpeljevati in jih udomačuje.

## Povezave
- sodobna umetnost https://www.dnevnik.si/285682
- (ne)sodobna umetnost https://www.rtvslo.si/kultura/novice/ne-sodobna-sodobna-umetnost/230117